# Макајски зец-валаби
Макајски зец-валаби или кулувари (лат. Lagorchestes asomatus) је изумрла врста сисара торбара из породице кенгура и валабија (Macropodidae). 
Једини материјални доказ да је макајски зец-валаби икад постојао је лобања јединке коју је 1932. уловио истраживач / геолог Мајкл Тери између језера Макај и планине Фервел у Северној територији.

## Распрострањење
Ареал врсте је био ограничен на централну и западну Аустралију.

## Станиште
Ранија станишта врсте су укључивала травна вегетација, екосистеми ниских трава и шумски екосистеми и пустиње.

## Угроженост
Ова врста је изумрла, што значи да нису познати живи примерци.